# Grande Île (Straatsburg)
Het Grande Île is een eiland in de rivier de Ill en het historische centrum van de Franse stad Straatsburg. Het eiland is de geografische en historische kern van de stad en werd in 1988 opgenomen in de Werelderfgoedlijst van de UNESCO.
Het Grande Île wordt al eeuwenlang bewoond. Reeds in de Romeinse tijd stond hier de Romeinse nederzetting Argentoratum. Momenteel huisvest het een groot aantal historische bouwwerken, voornamelijk uit de middeleeuwen, en wonen er ongeveer 17.000 mensen.
Het eiland telt vijf kerken. De bekendste daarvan is de middeleeuwse Kathedraal van Straatsburg. De kathedraal is een goed voorbeeld van gotische architectuur en beschikt met de 142 meter hoge noordertoren over een van de hoogste kerktorens ter wereld. Naast deze kathedraal bevinden zich nog de volgende kerken op het eiland: St. Thomas, St. Pierre-le-Vieux, St. Pierre-le-Jeune en St. Étienne.
Andere bezienswaardigheden zijn onder meer de overdekte bruggen over de Ill, de buurt Petite France, het Palais Rohan en het Kammerzellhuis.